# Andrea Bartoletti
Andrea Bartoletti (ur. 1 maja 1978 w Chiaravalle) – włoski siatkarz występujący obecnie w Serie A, w drużynie Energy Resources San Giustino. Gra na pozycji atakującego. Mierzy 203 cm. 4-krotny reprezentant Włoch.

## Kariera
- 1994–2000  Sira Cucine Falconara
- 2000–2003  Acqua Paradiso Gabeca Montichiari
- 2003–2004  Royal Grottazolina
- 2004–2005  Hypo Tirol Innsbruck
- 2005–2006  Sisley Treviso
- 2006–2010  Lube Banca Macerata
- 2010-  Energy Resources San Giustino

## Sukcesy
- Puchar Włoch: 2008
- Puchar Ligi Mistrzów: 2006
- Mistrzostwo Włoch: 2005
- Superpuchar Włoch: 2003, 2006, 2008
- Mistrzostwo Austrii
- Puchar Austrii